# Mickey's Follies
Série Mickey Mouse
La Locomotive de Mickey
(1929) Le Fou de jazz
(1929)
Pour plus de détails, voir Fiche technique et Distribution.
Mickey's Follies  est un court-métrage d'animation américain des studios Disney avec Mickey Mouse, réalisé par Walt Disney , sorti en 1929.
Sorti le 26 juin 1929, Mickey's Follies est le premier dessin animé de Mickey avec une chanson qui deviendra un succès des radios de l'époque et un hymne à Minnie, Minnie's Yoo Hoo.

## Synopsis
Mickey utilise à nouveau la ferme pour un spectacle. Cette fois-ci, il joue de la musique avec quatre acolytes. Le spectacle continue avec cinq canes dansant en ligne, une poule et un coq qui présente une scène dramatique, puis une truie qui entame un air d'opéra. Cette dernière échoue dans son final (en perdant sa culotte) et est huée par le public. Elle est tirée en l'air à l'aide d'une corde et elle finit dans la grange. Pour terminer le spectacle en beauté, Mickey chante et joue au piano et avec d'autres instruments une chanson en hommage à son amour : Minnie. Cette chanson est intitulée Minnie's Yoo Hoo.

## Fiche technique
- Titre : Mickey's Follies
- Série : Mickey Mouse

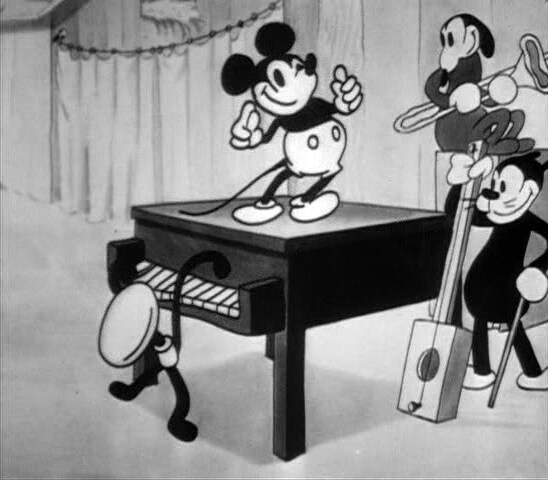
Mickey dans une séquence du film.

- Réalisation : Wilfred Jackson et Ub Iwerks
- Animateurs : Les Clark, Burt Gillett, Ub Iwerks, Wilfred Jackson, Jack King et Ben Sharpsteen
- Voix : Walt Disney (Mickey), Marcellite Garner (Minnie)
- Musique : Carl W. Stalling
- Producteur : Walt Disney, John Sutherland
- Société de production : Disney Brothers Studios
- Société de distribution : Celebrity Productions
- Pays de production:  États-Unis
- Langue : Anglais américain
- Genre : Court métrage de dessin animé comique
- Format : Noir et blanc — 35 mm — 1,33:1 — Son : Mono (Cinephone)
- Durée : 7 minutes
- Date de sortie :
  - États-Unis : 26 juin 1929

Sauf mention contraire, les informations proviennent des sources concordantes suivantes : IMDb

## À noter

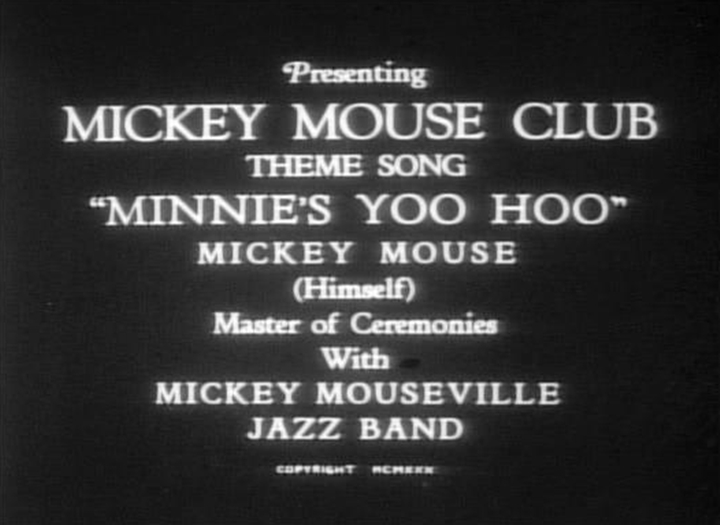
Carton dans le dessin animé Mickey's Follies présentant la chanson Minnie's Yoo Hoo chantée par Mickey et d'autres personnages.

- Ce film présente pour la première fois une chanson originale conçue spécialement pour le film par Carl W. Stalling et devenue l'hymne de Minnie : Minnie's Yoo Hoo[2].
- C'est aussi le premier dessin animé réalisé par Wilfred Jackson[2].